# クレア・パーカー
クレア・パーカー（1906年8月31日 - 1981年10月3日）は、アメリカ人のエンジニア兼アニメーター。

## 人物
ピンスクリーンアニメーション（Écrand'épingles）の開発に貢献した。
ピンスクリーンアニメーションは、垂直に取り付けられた240,000〜100万本のスライド式金属棒のグリッドで、最初に手動で所定の位置に押し込まれ、照明と影付きの領域、次にフレームごとに撮影される。手動の機械式ピンスクリーンは、表面的にはゾエトロープのような初期の光学玩具と特性を共有しているが、後にピクセルと呼ばれる個々の画像要素のセットを再構成することによってアニメーションを生成する最初のデバイスの1つであることが特徴です。十分なピンの「解像度」を備えたモデルを使用して、フォトリアリスティックな画像のピンスクリーンアニメーションを作成できます。これは、現代のピクセルアート（ドット絵）に類似したプロセス。
パーカーは、彼女の映画の監督クレジットを夫であり協力者であるロシアのアニメーター、アレクサンドル・アレクセイエフと共有した。しかし、ピンスクリーンに関する1935年の特許は、彼女の名前だけで作成された。
2012年現在 、アニメーション制作で現在も使用されている最後の既知のオリジナルのピンスクリーンは、モントリオールにあるカナダ国立映画庁（NFB of Canada）のメインキャンパスで管理されている。2番目のスクリーンが構築され、2018年に生産が開始された。